# Inga eglandulosa
Inga eglandulosa är en ärtväxtart som beskrevs av T.S.Elias. Inga eglandulosa ingår i släktet Inga och familjen ärtväxter. Inga underarter finns listade i Catalogue of Life.